# Servantes de l'Amour miséricordieux
Les Servantes de l'Amour miséricordieux (en latin : Ancillarum Amoris Misericordis) sont une congrégation religieuse féminine enseignante et hospitalière de droit pontifical. 

## Historique
La congrégation est fondée le 25 décembre 1930 à Madrid par Maria Josefa Alhama y Valera (1893-1983) et approuvée le 4 mars 1942 par Leopoldo Eijo y Garayn (es), évêque de l'archidiocèse de Madrid.
L'institut se propage rapidement en Espagne, en Italie, en Allemagne et en Amérique latine. Il reçoit une première reconnaissance du Saint-Siège le 12 août 1949 et le décret de louange le 5 juin 1970.  

## Activités et diffusion
Les sœurs se vouent à l'enseignement de la jeunesse et à l'aide aux malades.
Elles sont présentes en :
- Europe : Allemagne, Espagne, Italie, Roumanie.
- Amérique : Bolivie, Brésil, Canada, Cuba, Mexique, Pérou.
- Asie : Inde.

La maison généralice est à Rome.
En 2017 la congrégation comptait 304 religieuses dans 38 maisons.